# Francis Towne
Pour les articles homonymes, voir Towne.
Francis Towne (1739, Isleworth ? Exeter ? - juillet 1816, Londres) est un peintre anglais, connu principalement pour ses paysages réalisés à l'aquarelle. Longtemps inconnu, car isolé des cercles artistiques contemporains, il est cependant d'une grande modernité[évasif].

## Biographie
Des incertitudes demeurent sur la vie de Francis Towne, aussi des détails rapportés ici peuvent varier selon les sources. 
À l'âge de 14 ans, Towne commence la peinture à l'huile. Il étudie l'art à la Shipley's school de Londres à partir de 1755 et jusqu'en 1762. Pour certains, il se serait formé auprès d'un peintre londonien : Thomas Brookshead. À la fin des années 1760 ou vers 1770, il retourne à Exeter pour enseigner la peinture. 
Si ses années de formation restent assez obscures malgré ces quelques éléments, on en sait en revanche un peu plus sur la vie de Francis Towne à partir des années 1770. En 1777, il visite le Pays de Galles et développe ses compétences d'aquarelliste. Mais c'est en 1780 et 1781 qu'il effectue un voyage essentiel pour la suite de son œuvre : il se rend à Rome, en passant par la Suisse. De sa confrontation avec les Alpes, Towne retient un sens de la verticalité qui est sensible dans ses œuvres (cf. par exemple La source de l'Arveyron). De l'Italie, il retient bien sûr des paysages très spécifiques comme ses vues de Rome, mais aussi et surtout la lumière si particulière à ce pays, lumière qui marque bien d'autres peintres, tels que Nicolas Poussin, Claude Gellée dit "Le Lorrain", ou encore Joseph Mallord William Turner. Les œuvres de cette époque sont sans doute les plus frappantes et les plus réussies de l'artiste.
En 1786, il visite et peint la région des Lacs.
S'il déménage plus tard à Londres, Towne n'a cependant pas vraiment d'influence notable sur les artistes de son temps, et ne laisse pas de disciple. Il fut longtemps oublié, et ce n'est que dans les années 1930 qu'il fut redécouvert par Adolph Paul Oppé, historien d'art et collectionneur britannique (1878-1957).

## Style

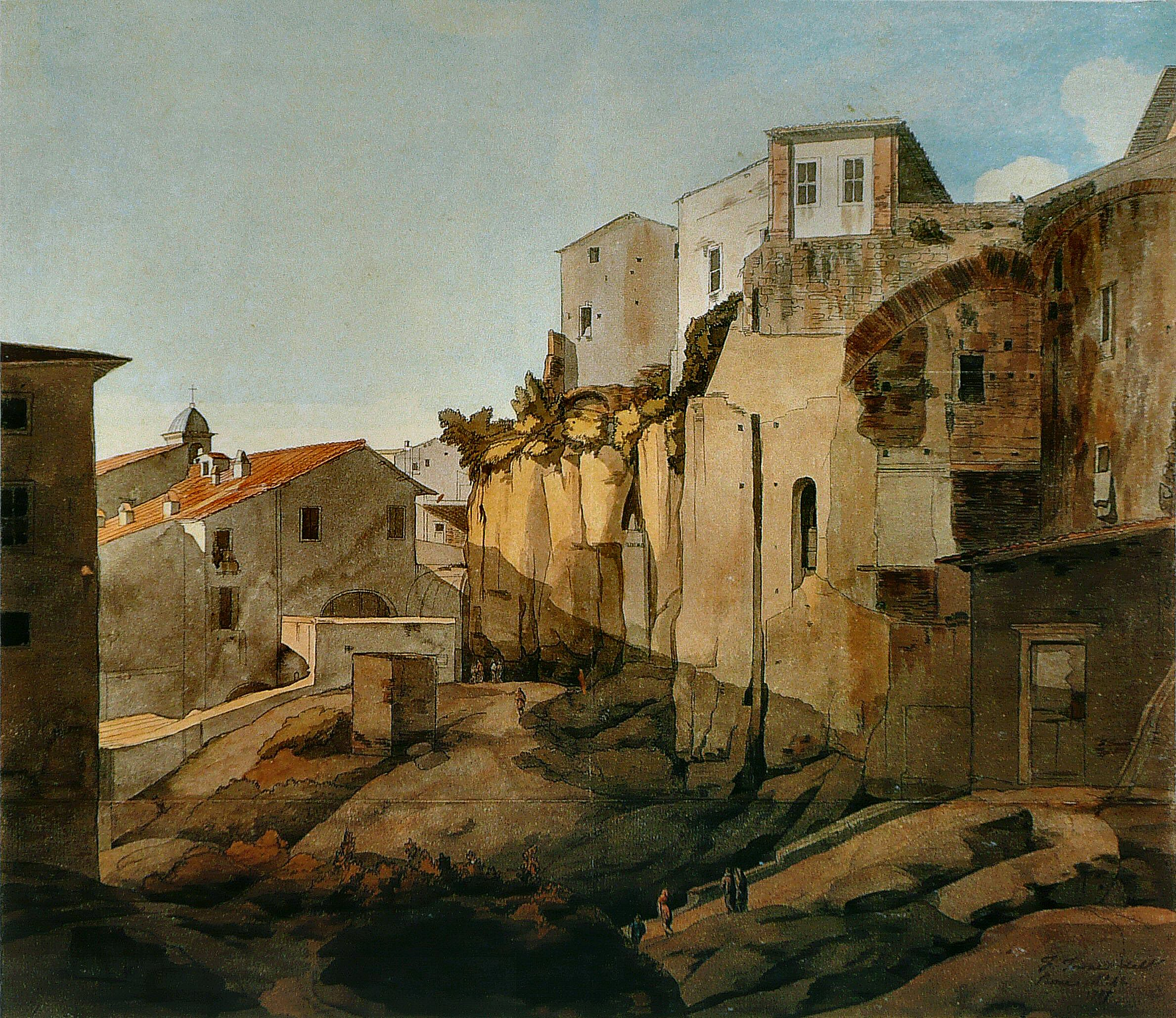
La Roche Tarpéienne, 1780, aquarelle, 37x42,2cm, British Museum.

Isolé et éloigné de la sphère londonienne, Francis Towne a un style qui lui est propre et qui affirme sa modernité. Ses œuvres se caractérisent en effet par un art de la ligne très poussé qui n'est parfois pas sans rappeler l'estampe japonaise. 
Il applique souvent un trait noir réalisé à la plume qui vient cerner des couleurs utilisées en aplat (technique adoptée après ses voyages dans les Alpes) et qui confère à ses aquarelles une élégance stylisée, ainsi qu'une grande sensibilité. 
Sa technique tend à réduire l’œuvre à la bidimensionnalité qui, rappelons-le, est rare dans l'art pictural occidental du XVIIIe siècle, mais qui a sans doute contribué au peu de considération que le public lui a accordé par rapport à d'autres artistes contemporains.

## Liste d'œuvres
Liste non exhaustive, cf aussi http://commons.wikimedia.org/wiki/Category:Francis_Towne

### Aquarelles
- Vue sur les pins de Sir Stafford Northcote Bart, près d'Exter, 1778
- Paysage n°1, 1780
- La roche Tarpéienne, 1780
- Bisone, 1781
- La Source de l'Arveyron, 1781
- Ascension du mont Splügen, 1781
- La Chapérieux, 1781
- Lac Majeur, n°8, 1781
- Lac de Lugano, 1781
- Le Rêve, 1781
- Mont Cavo, I", 1781
- Mont Cavo, II", 1781
- Près du Mont Splügen, 1781
- Grotte de Neptune au Tivoli, 1781
- Arbres et rochers au Tivoli, 1781
- La source du Rhin, 1781
- Wallenstadt, 1781
- Bois près d'Albano, 1781Abbaye de Dunkerswell, 20 août 1783, 1783, aquarelle et encre noire, 18,7x26,4cm, Yale Center for British Art

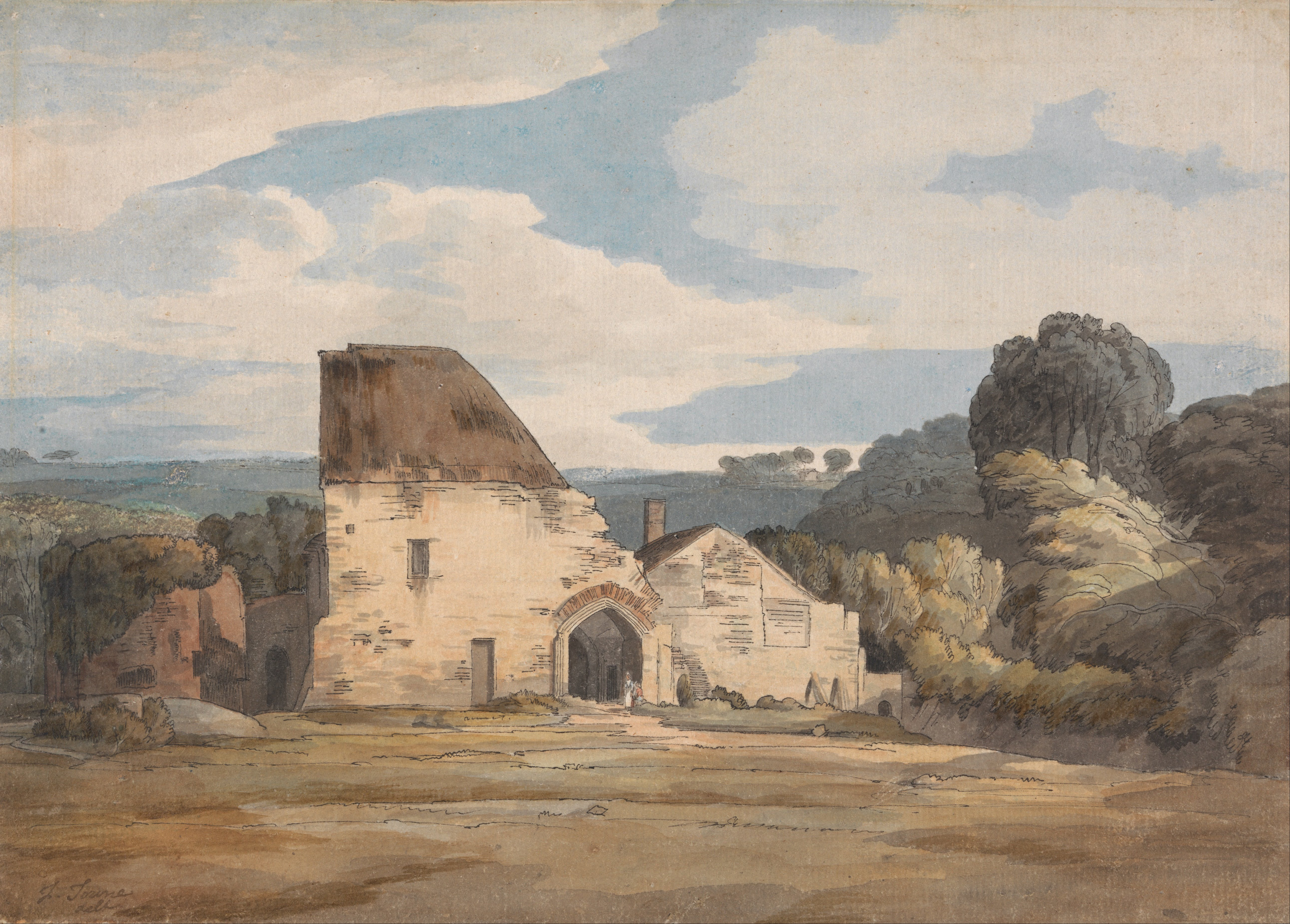
Abbaye de Dunkerswell, 20 août 1783, 1783, aquarelle et encre noire, 18,7x26,4cm, Yale Center for British Art

- Pont entre Florence et Bologne, 1781
- Abbaye de Dunkerswell, 20 août 1783, 1783
- Ambleside, 1786 (Plusieurs œuvres portent ce titre, Ambleside étant une petite ville de Cumbroe, en Angleterre).
- Cascade près d'Ambleside, 1786
- Panorama près d'Ambleside, 1786
- En Campagnie, Rome, en regardant vers les monts sabins, 1786
- Vue au clair de lune dans le Bunhay, Exeter, 1792
- Dans les jardins de Kensington, 1796
- Naples et Capri, 1798
- Abbaye de Netley, 1809
- Près du pont du diable (1810), aquarelle, 17 × 51 cm, Institut Courtauld, Londres[5]
- Cascade près de Lidford
- Lac de Côme, n°23, Paris, musée du Louvre, 1781, achat par le musée en 1995.
- Lac de Côme, n°26
- Lac d'Uri
- Paysage avec rochers
- Paysage près de Florence
- Sommet du Splügen, Pass. I
- Sommet du Splügen, Pass.II
- Les murs de Rome

### Huiles sur toile
- Portrait de Mme Martha Nichols
- Vallée de la Teign, Devonshire
- Scène au bord d'une route à Rome (Ancien mur entre la porte Salaria et la porte Pintiana, Rome)
- Au Tivoli, paysage de montagne dans les Colli Albani, Italie
- Paysage avec château
- Sir Thomas Dyke Acland, 9th Bt, aux Staghounds, vue sur l'Etat d'Holnicote, Somerset, vu du Sud Ouest
- Haldon Hall, vu d'Exeter
- Exeter vue d'Exwick, Devon

### Exemples d'œuvres graphiques

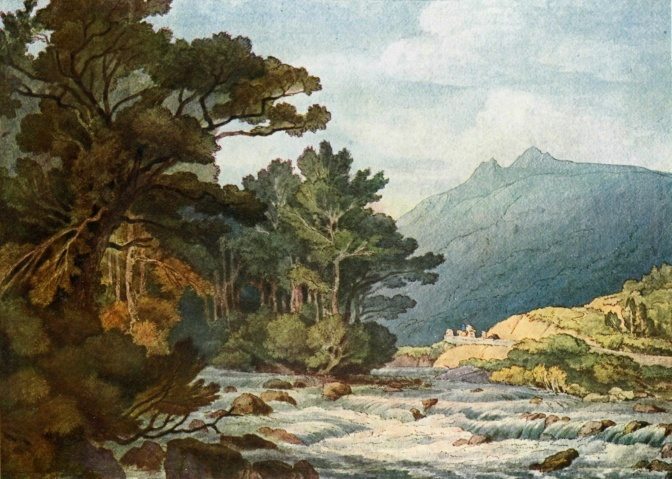
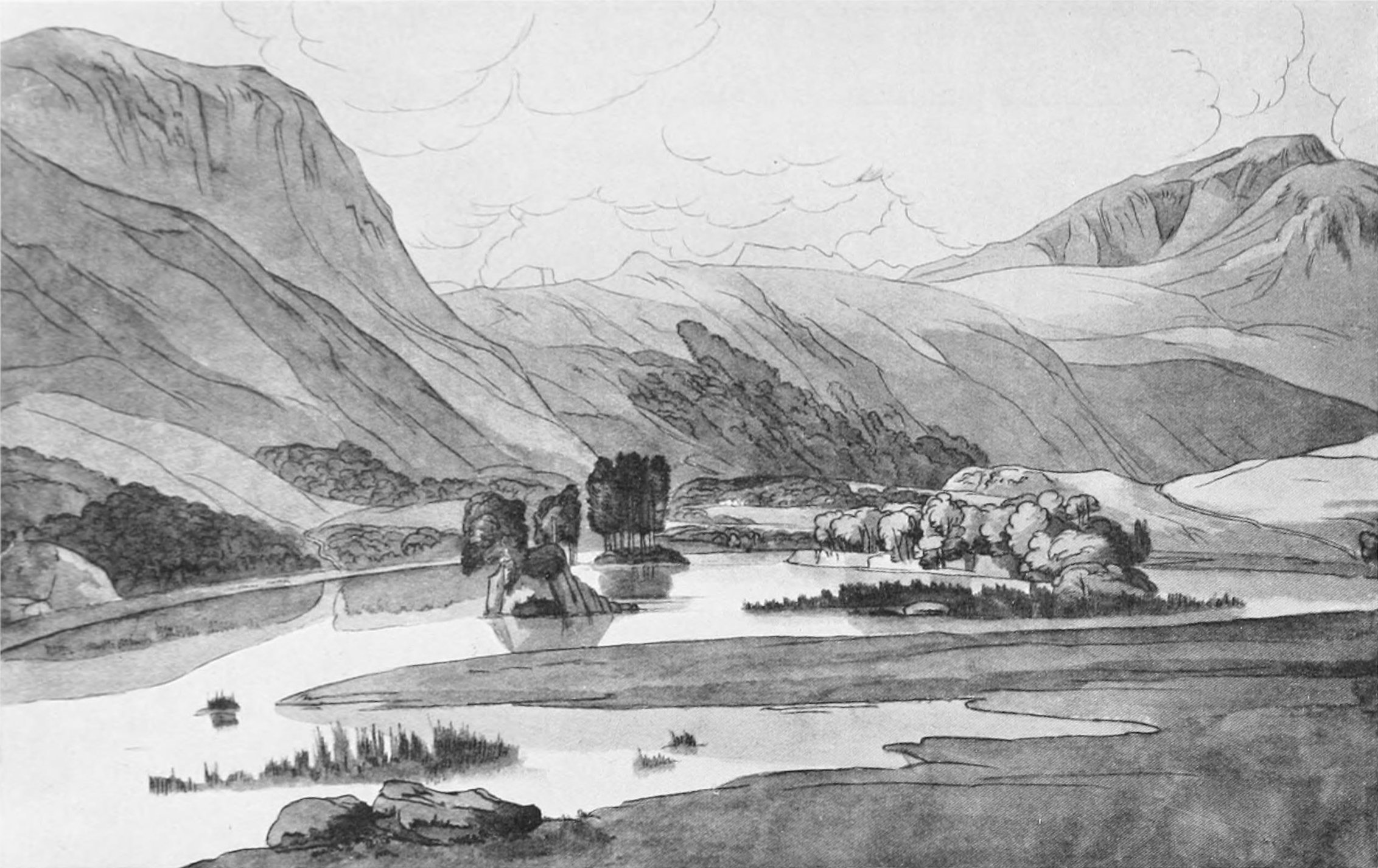
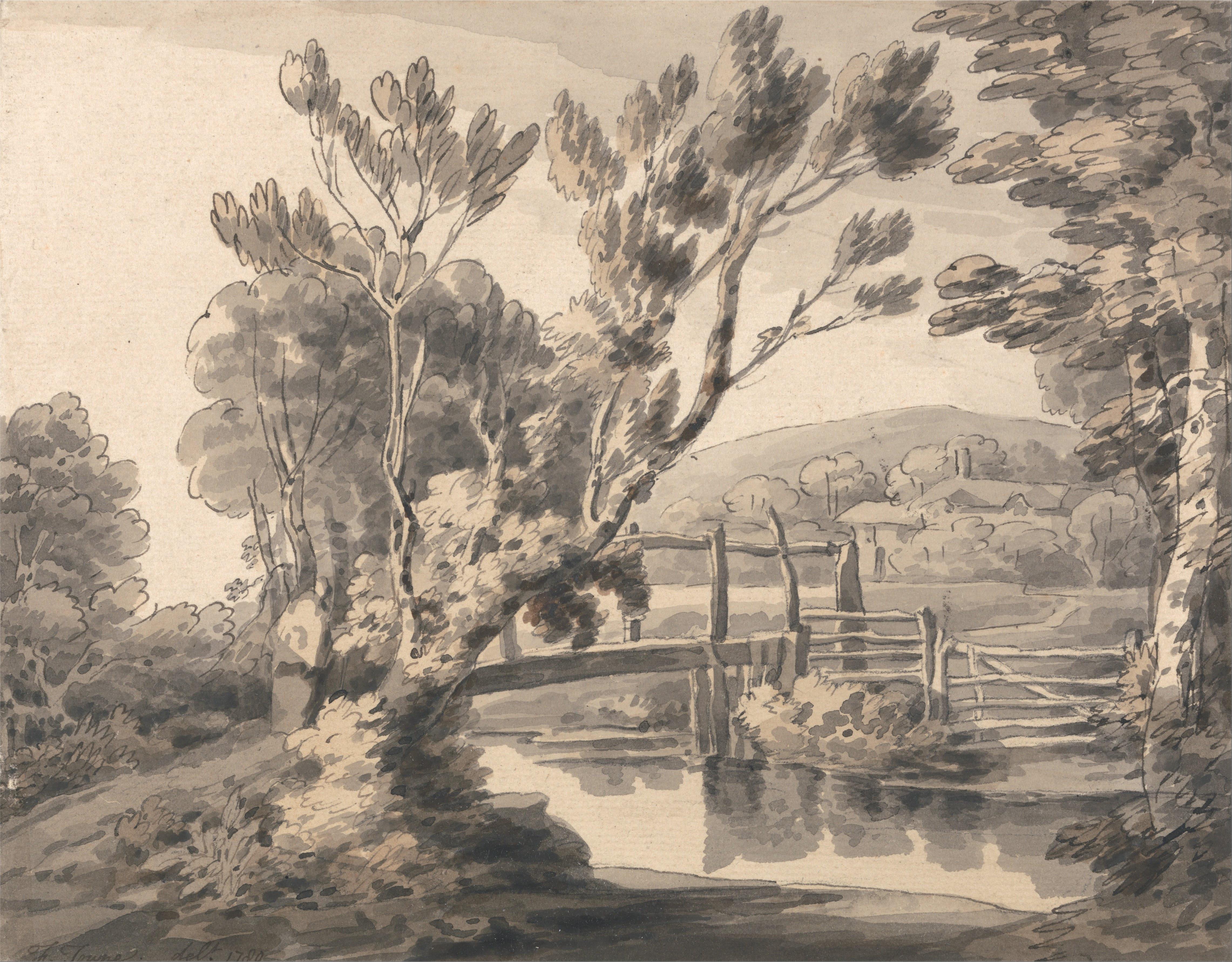
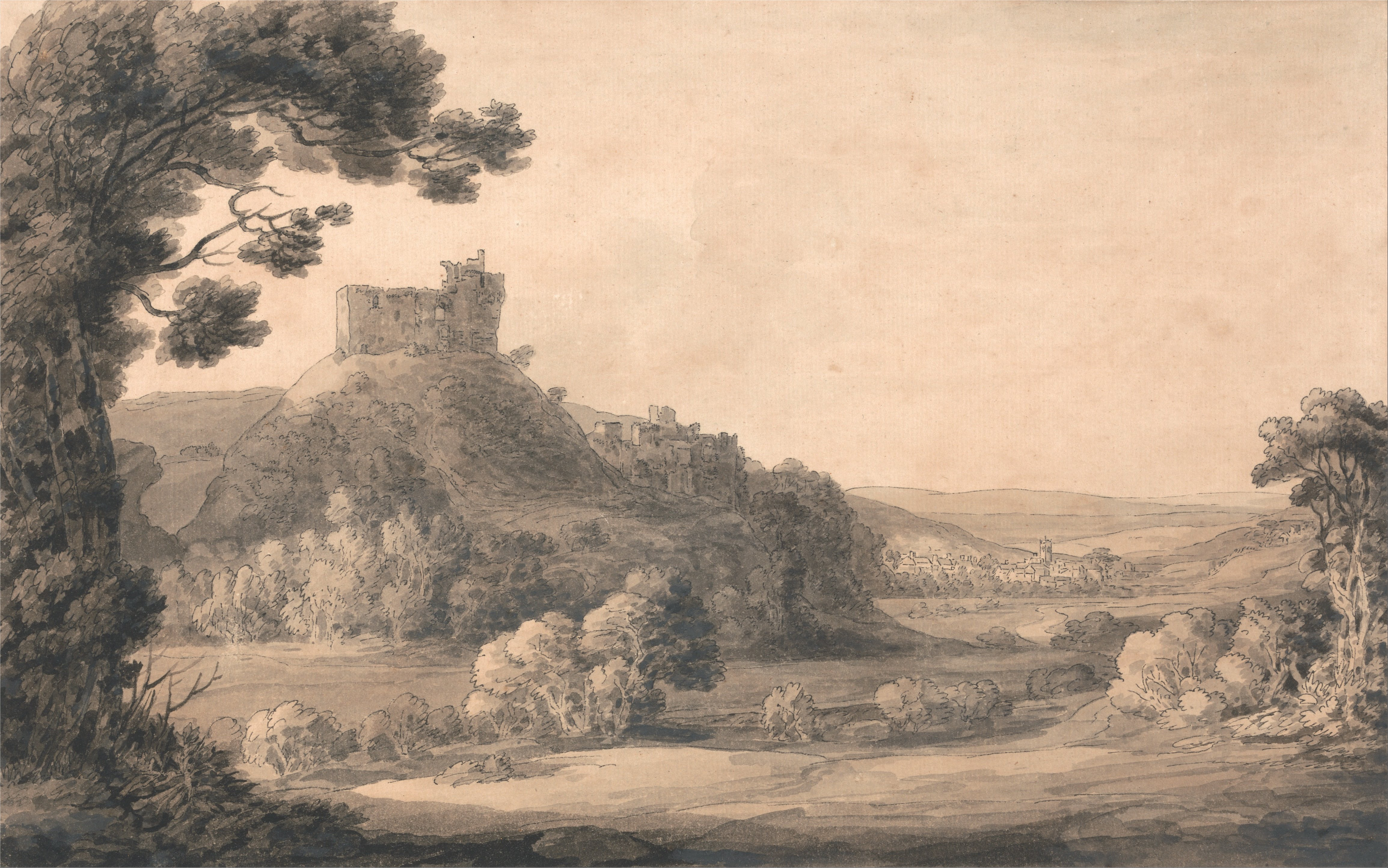
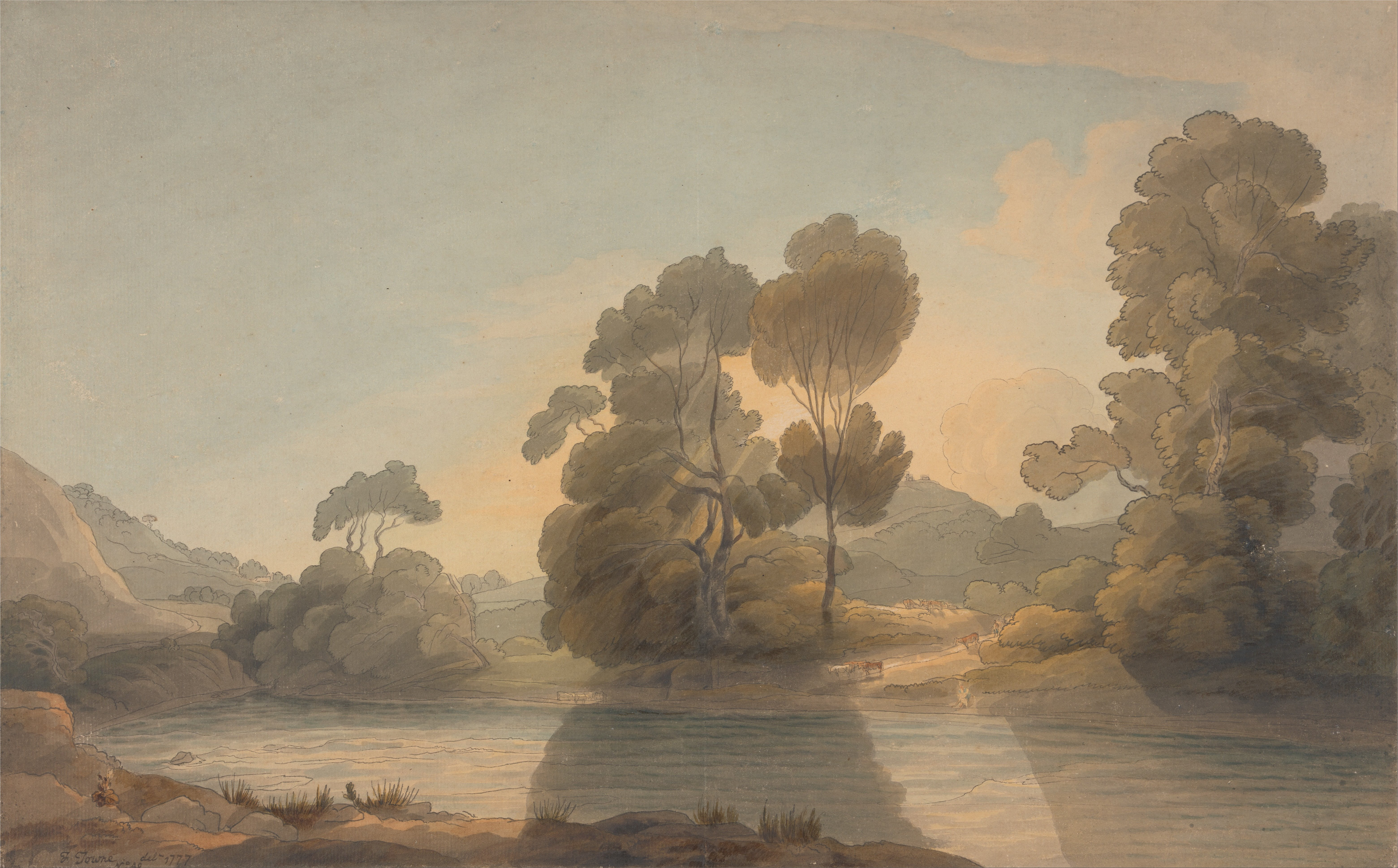
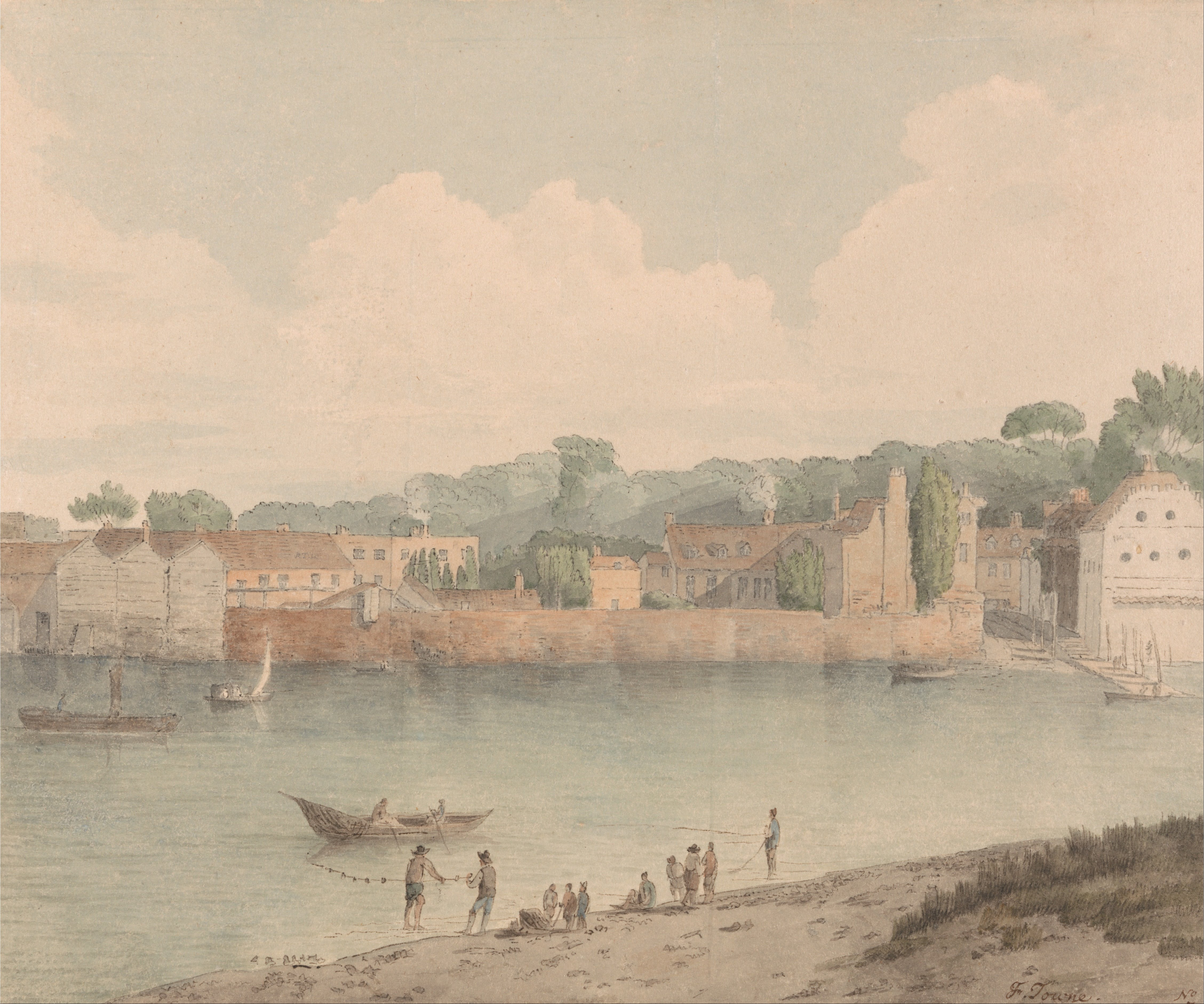
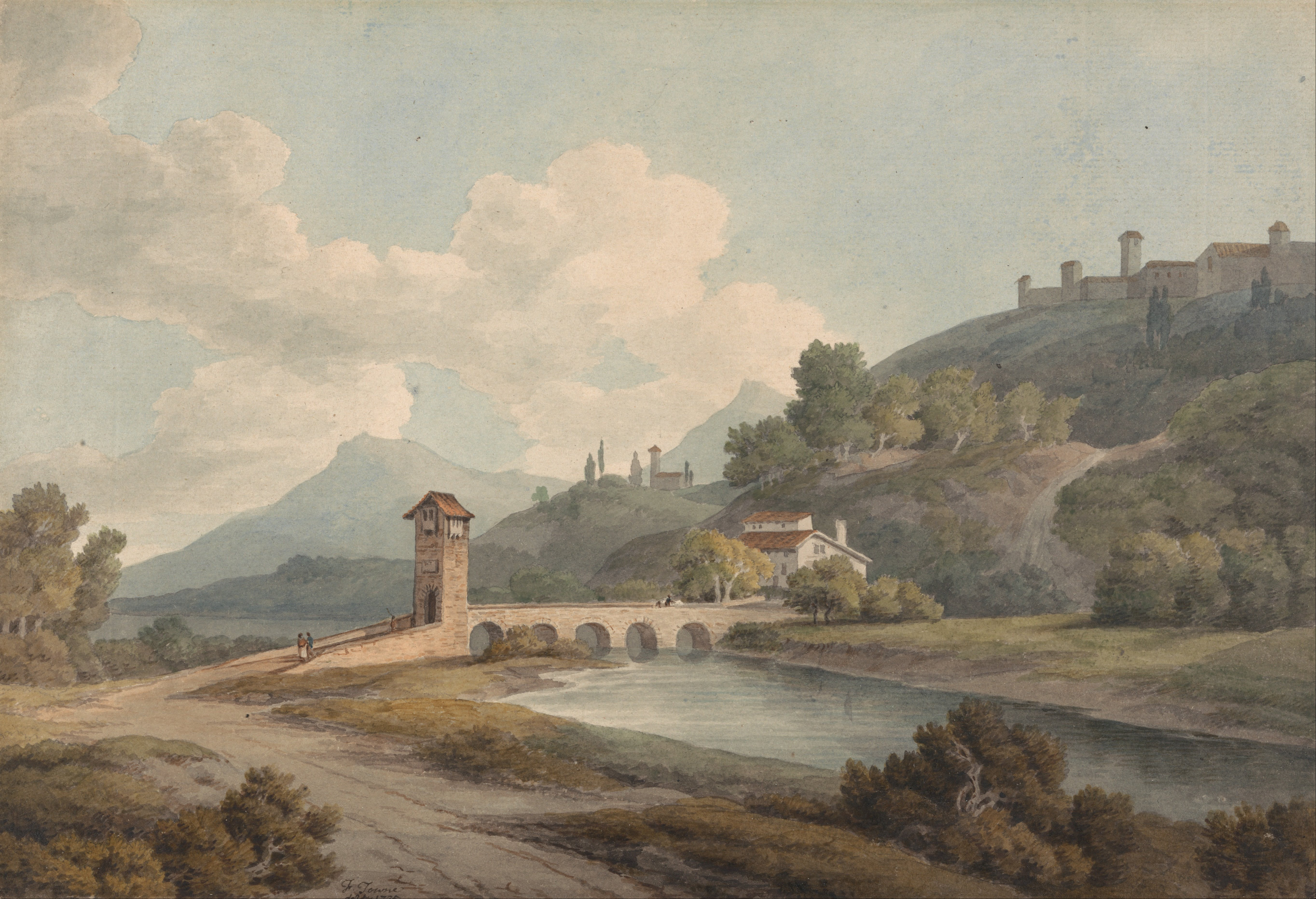
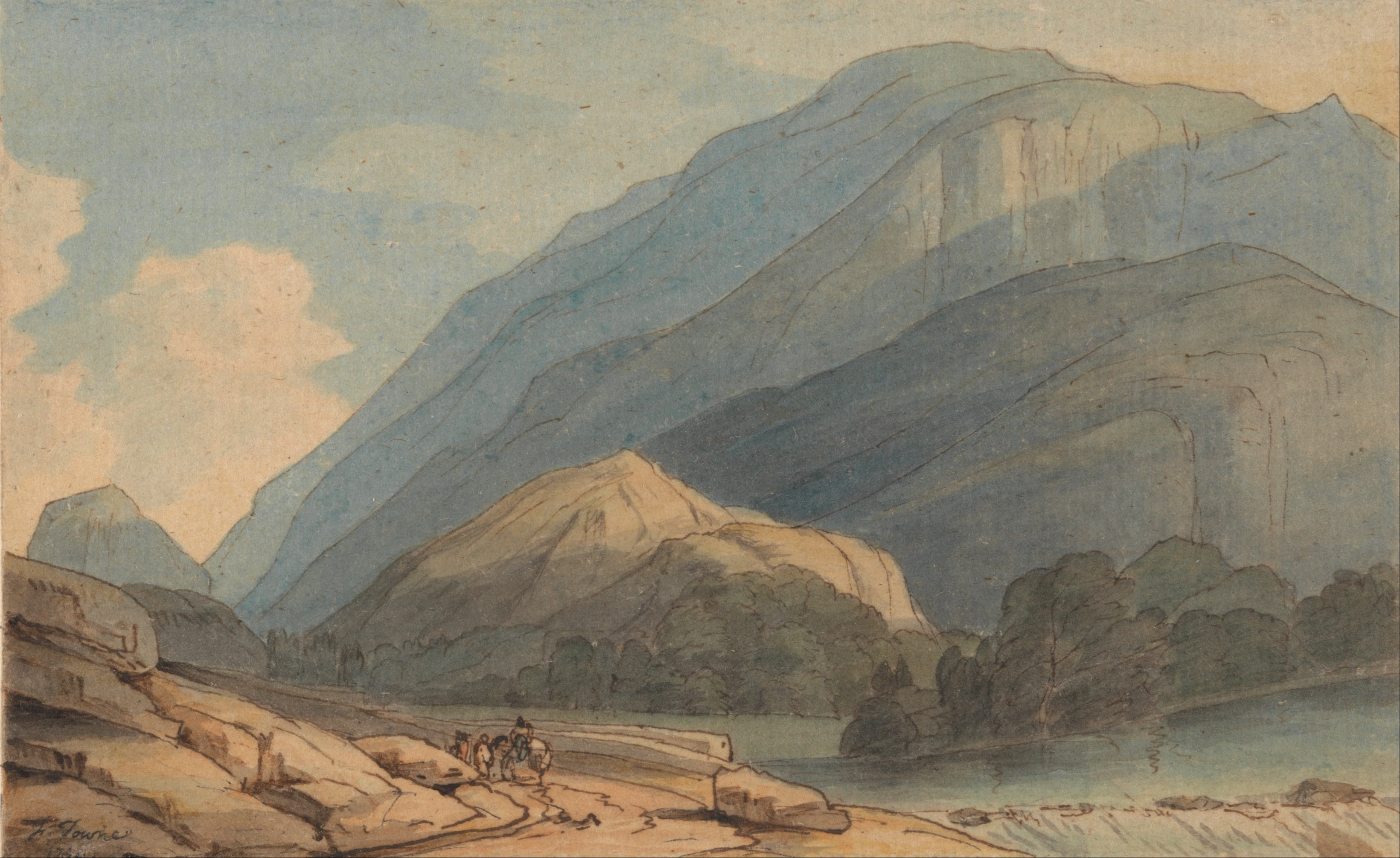
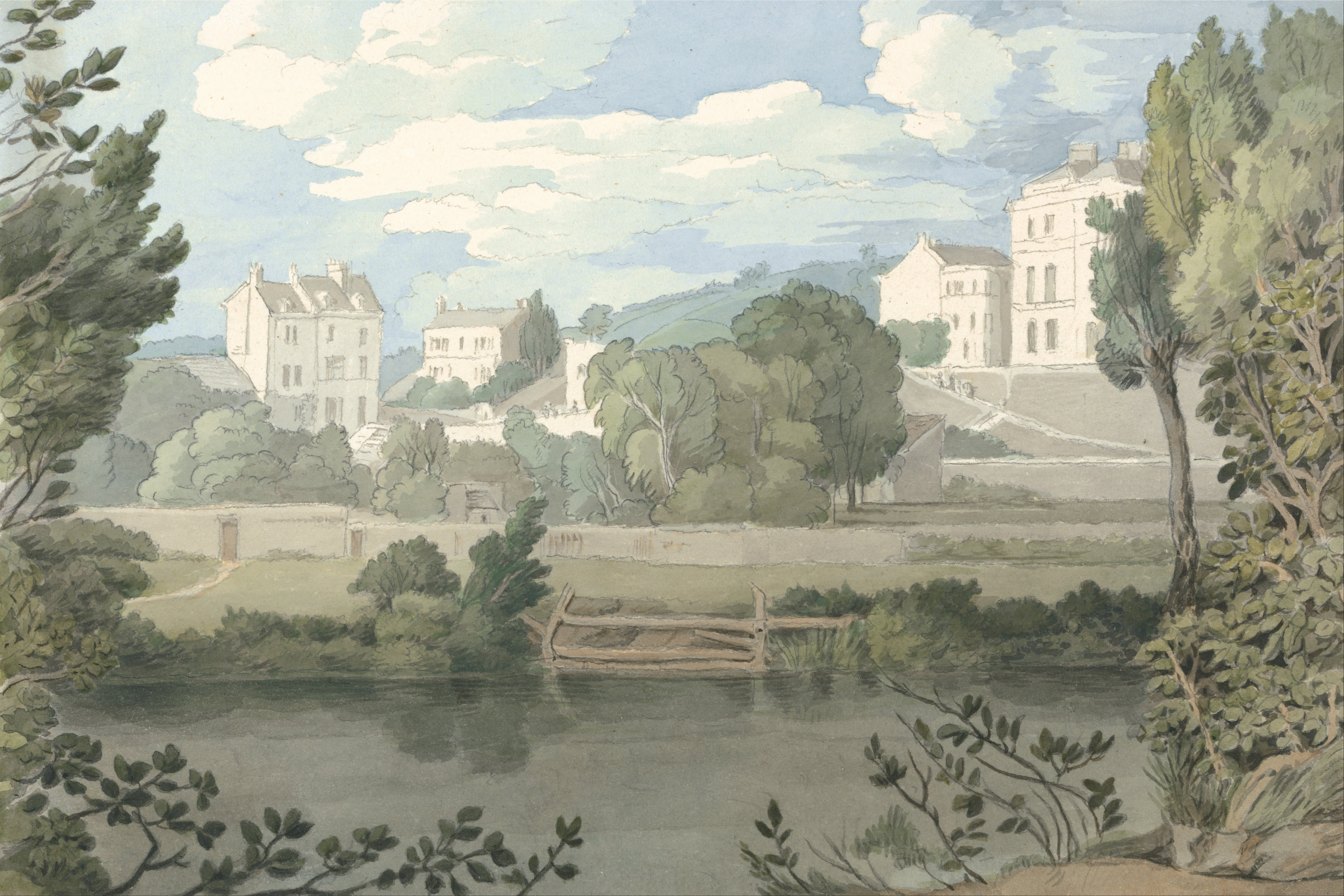
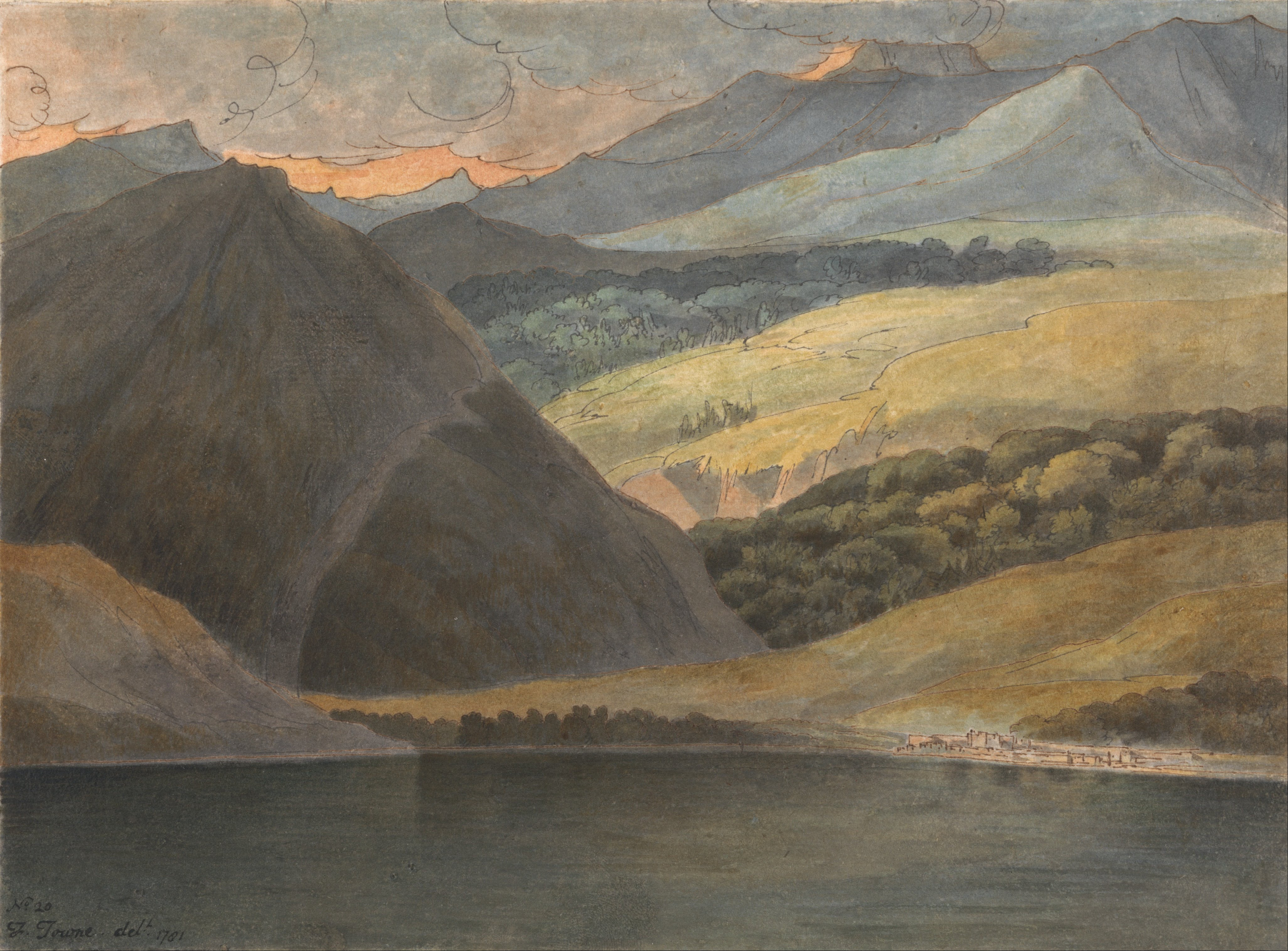
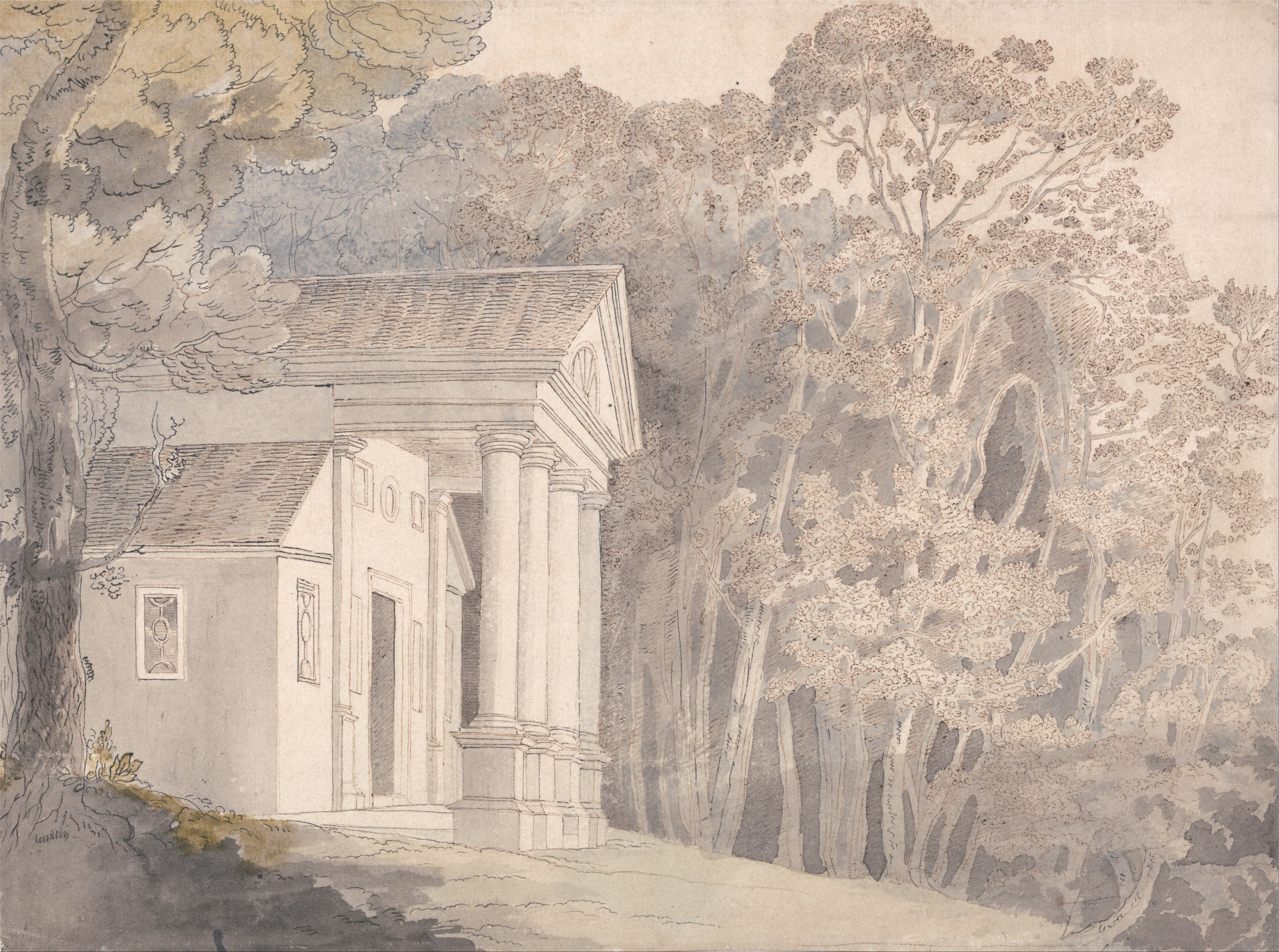
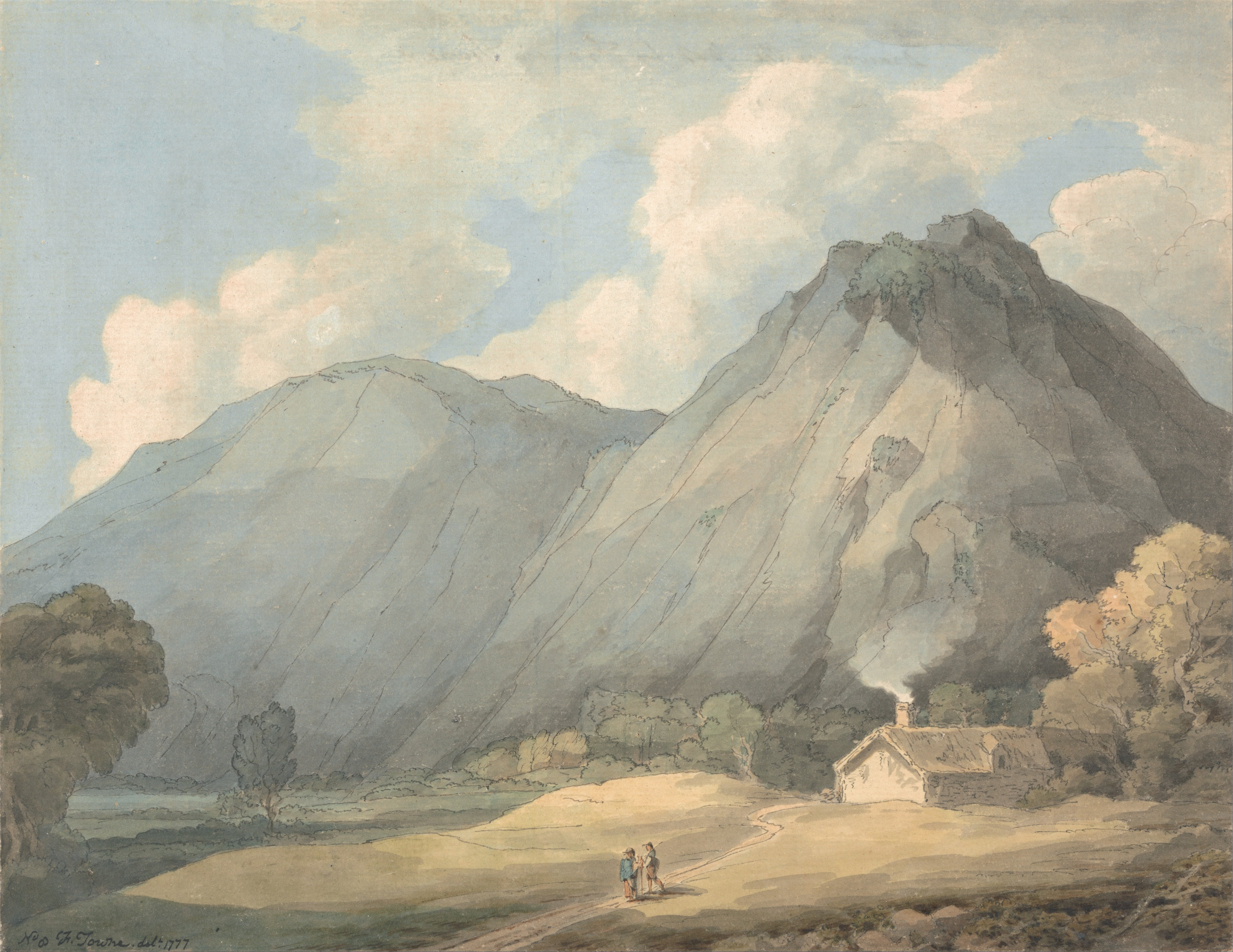
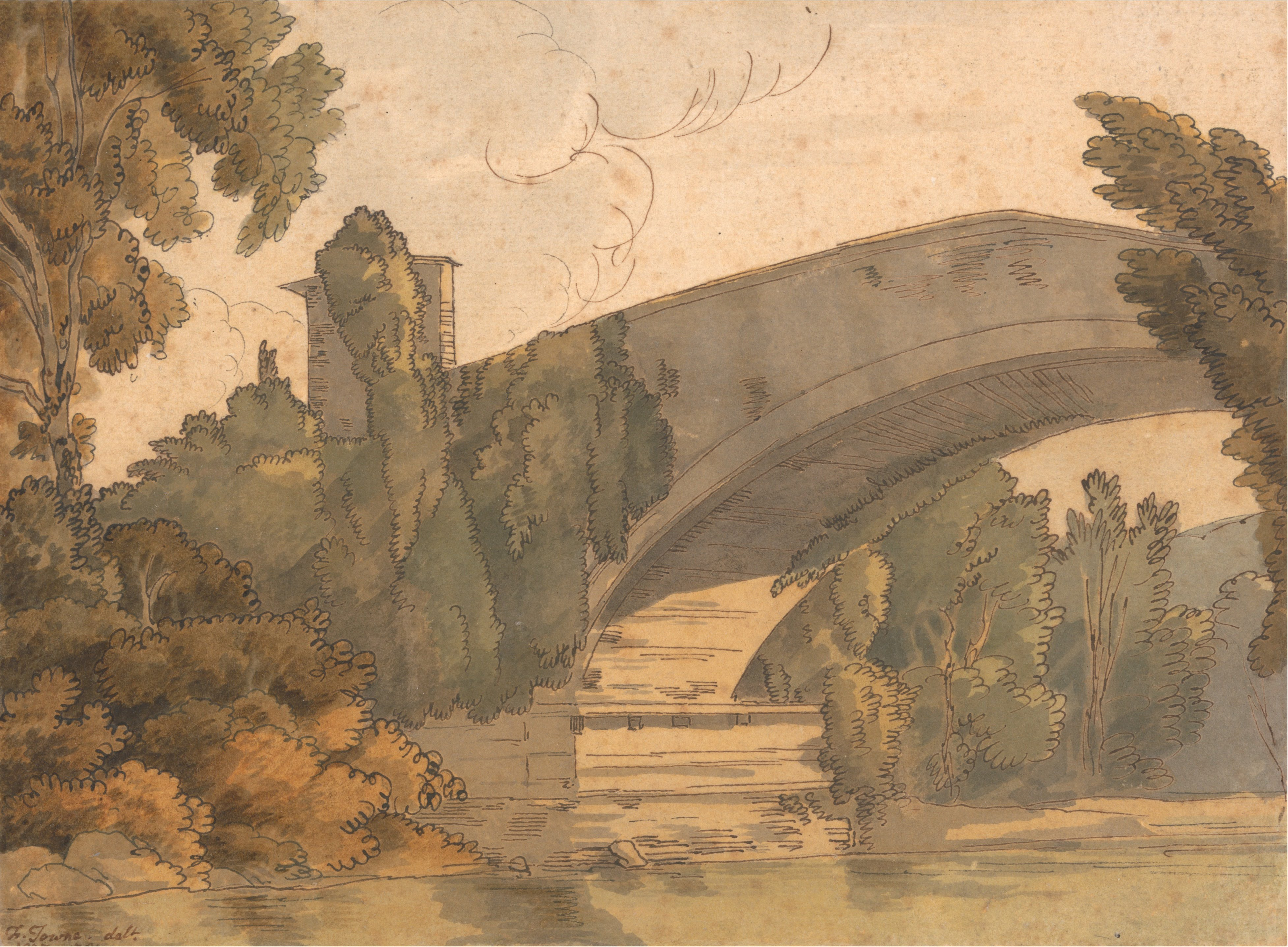
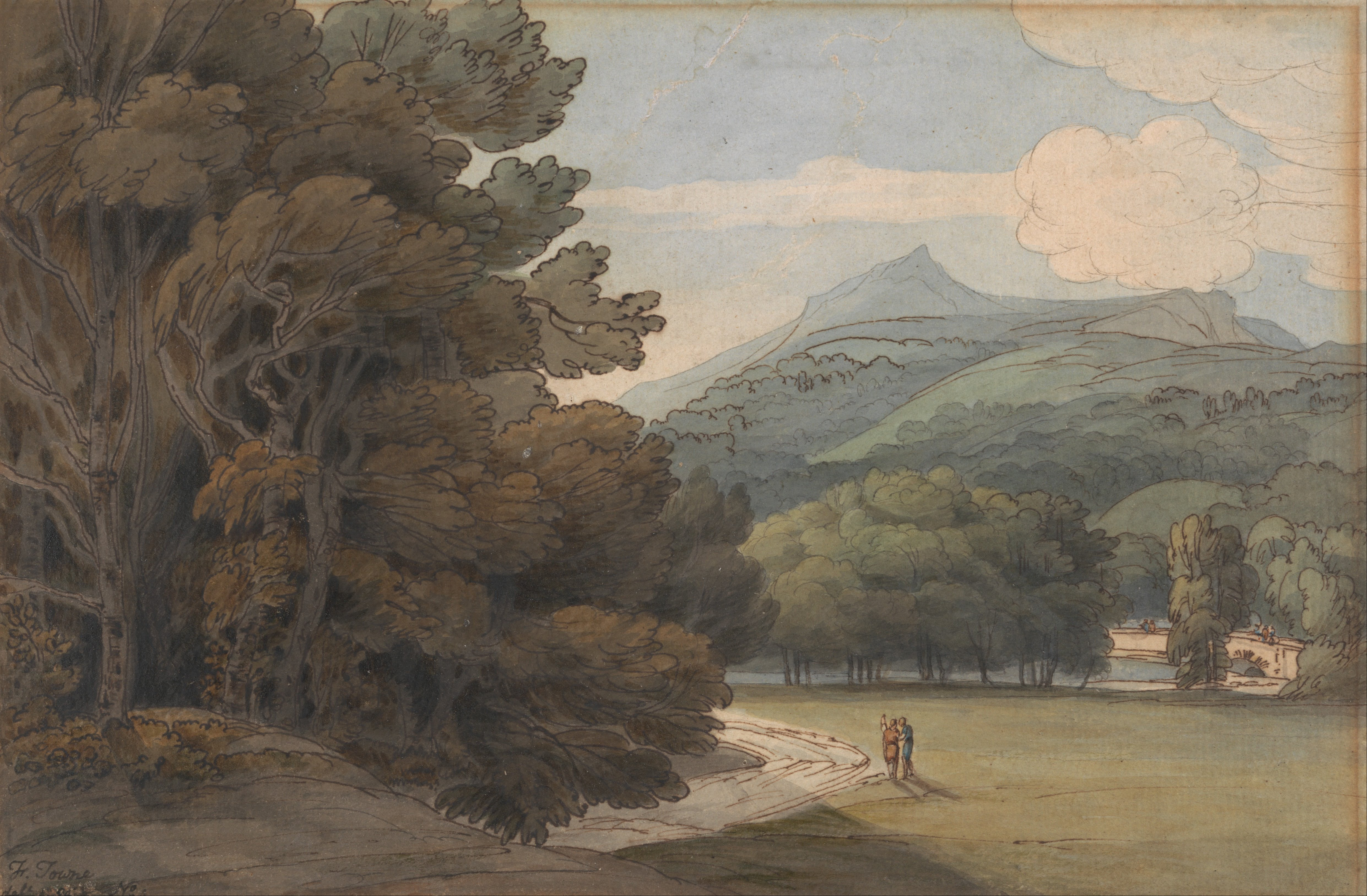
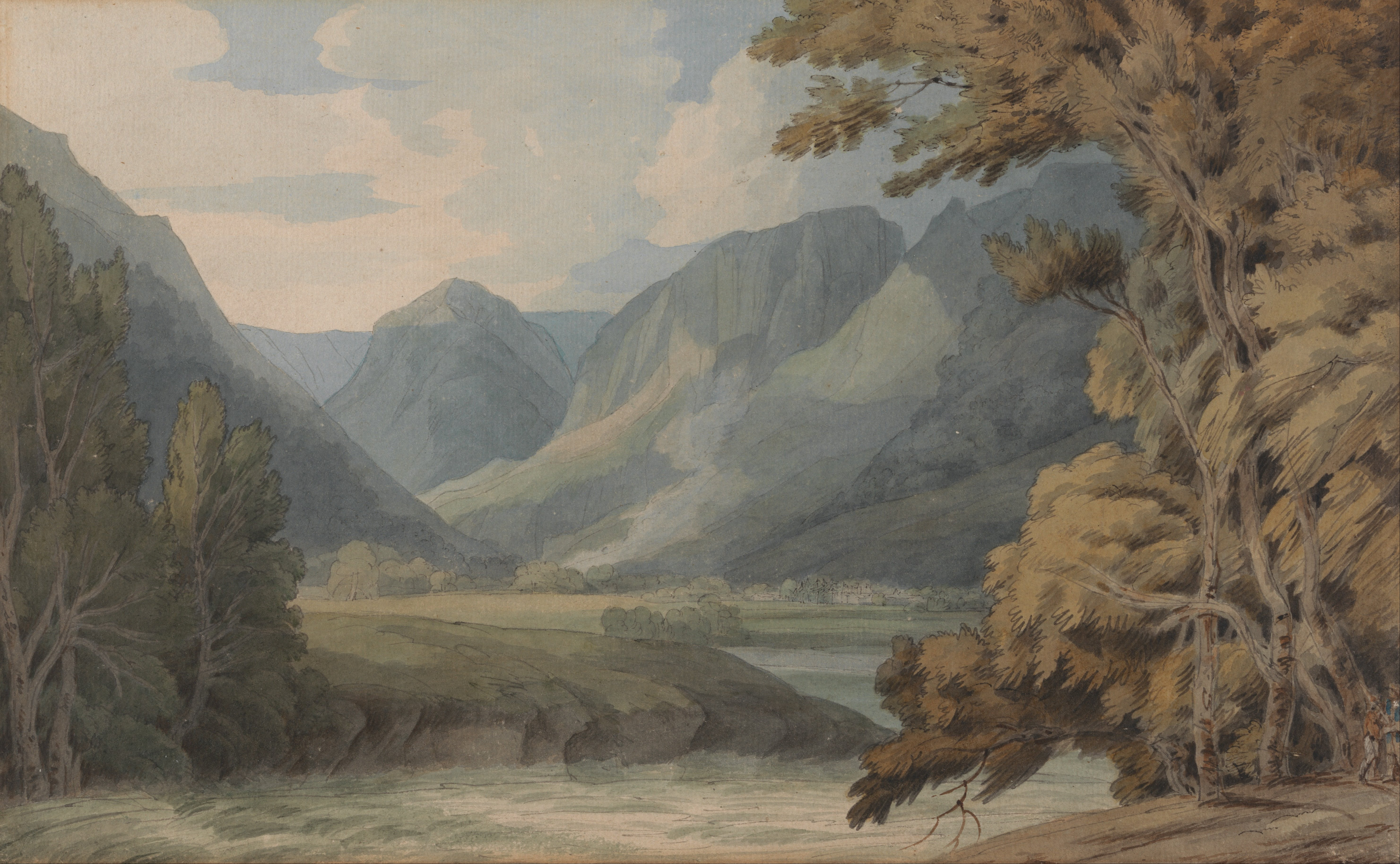
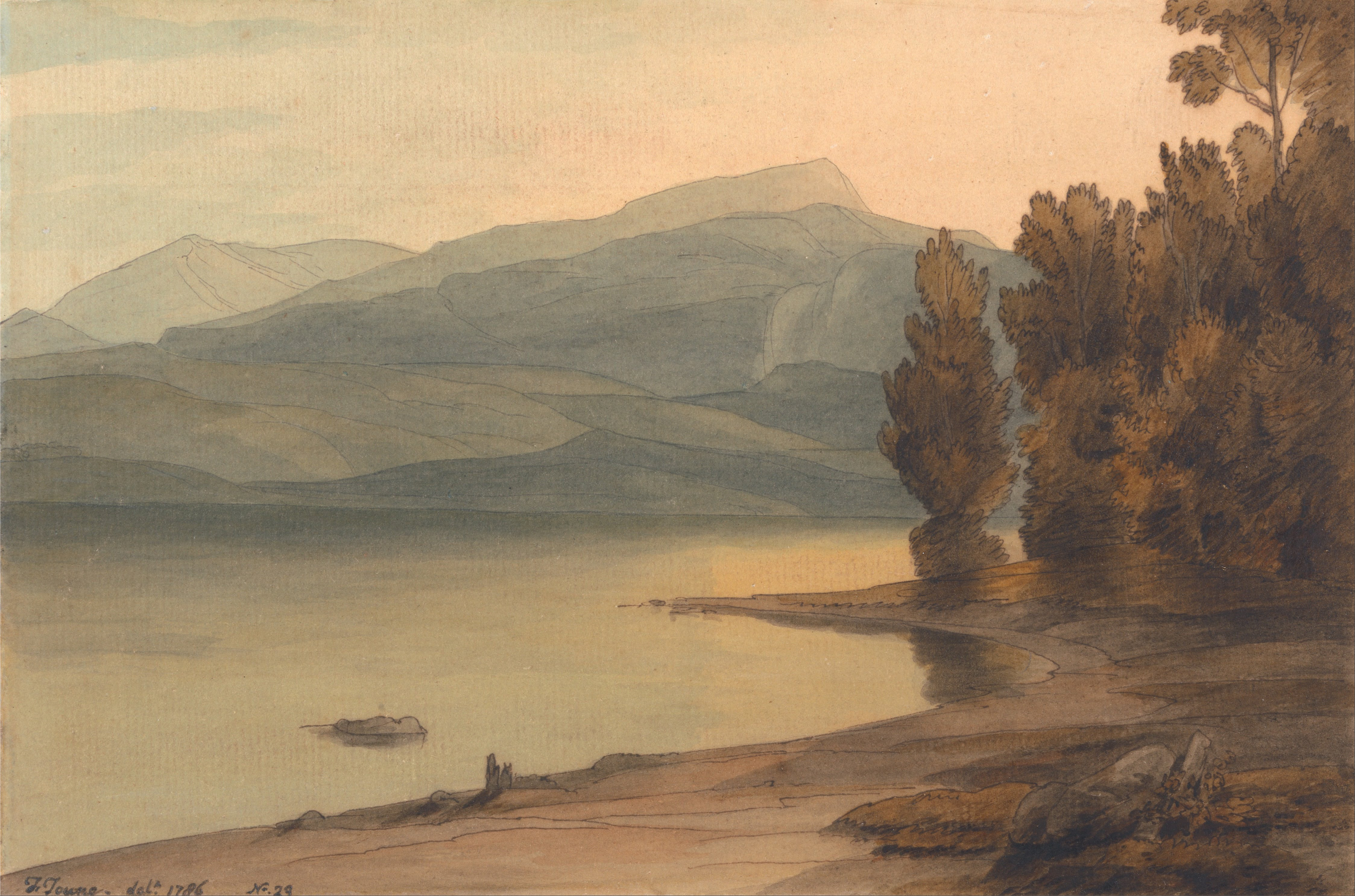
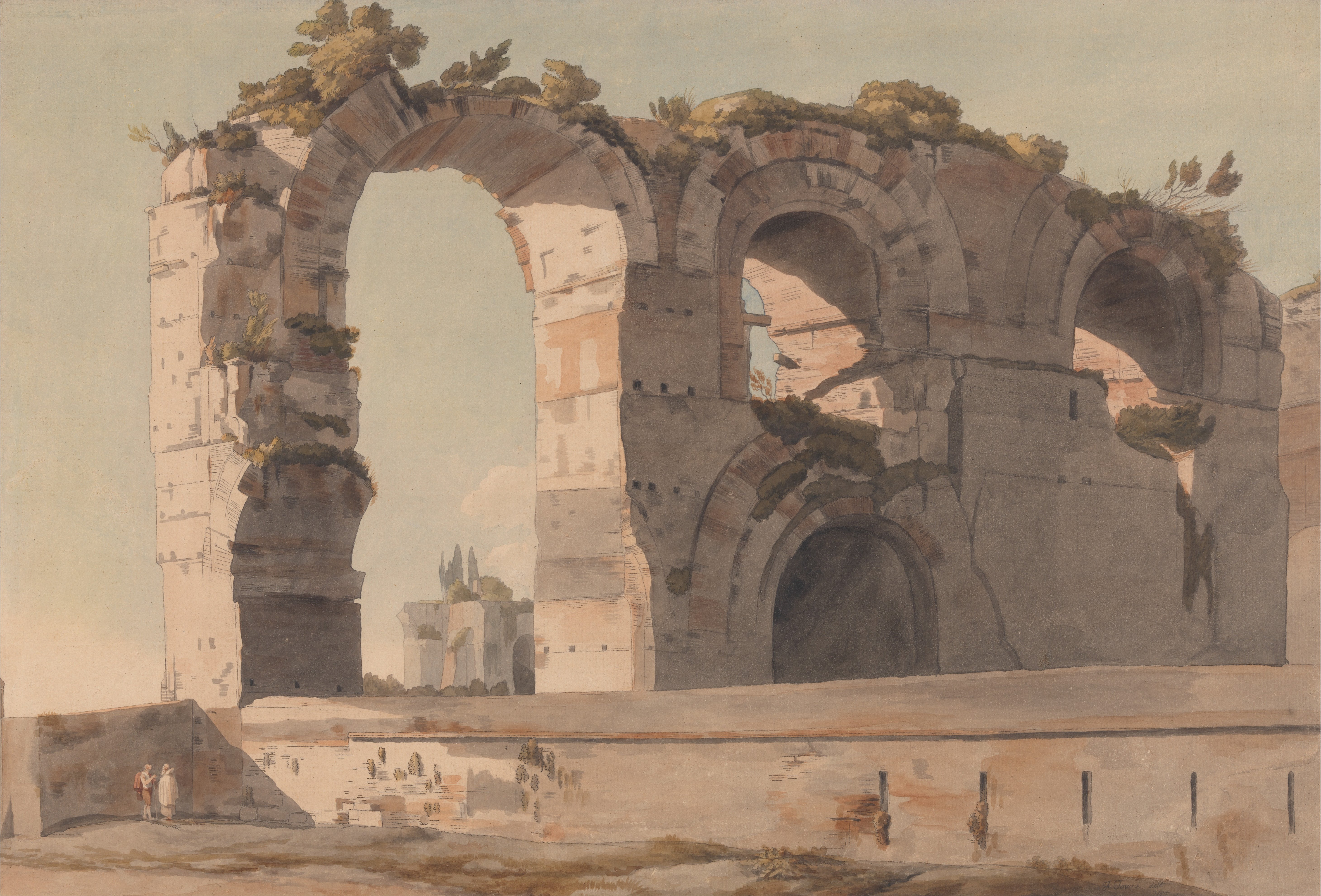
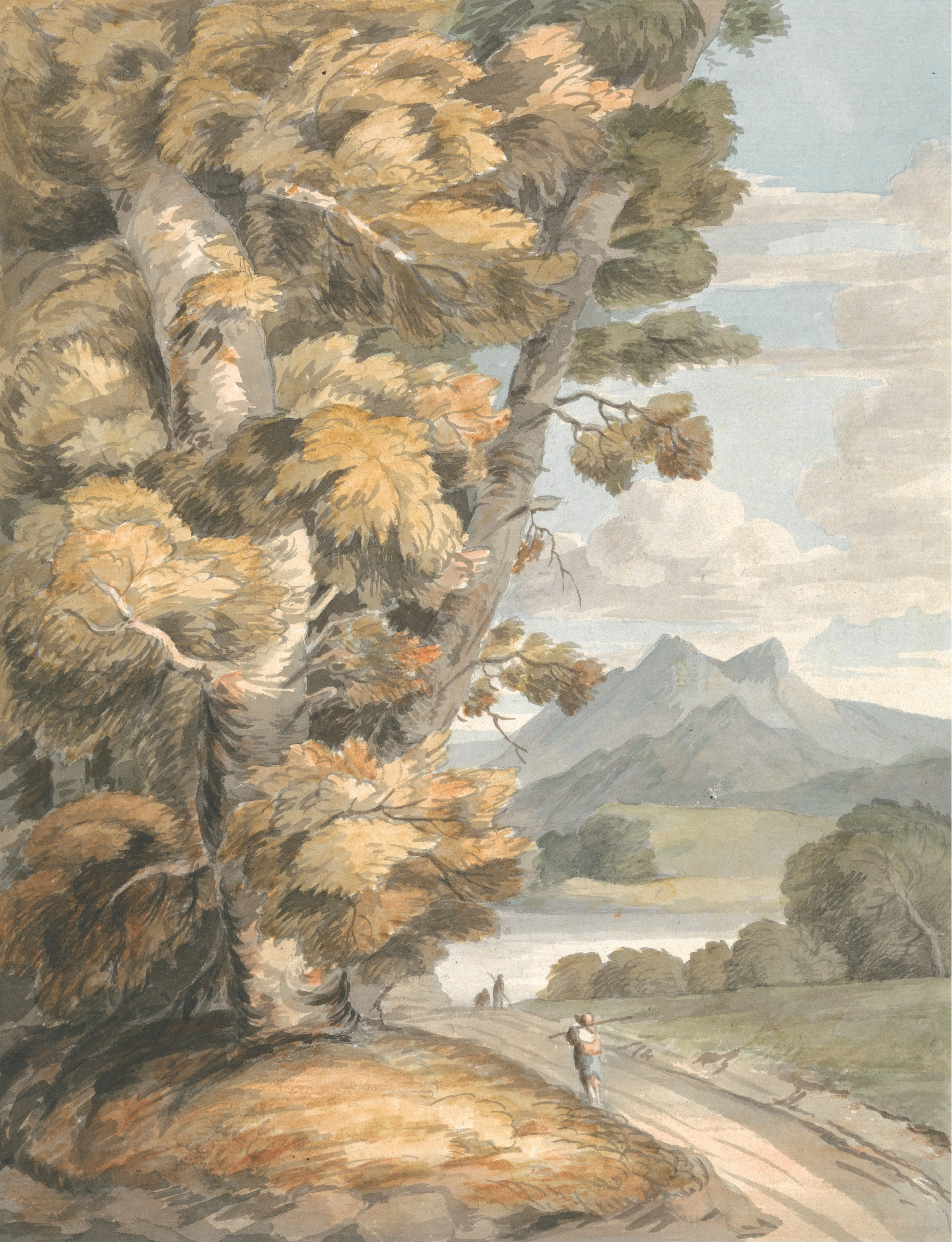
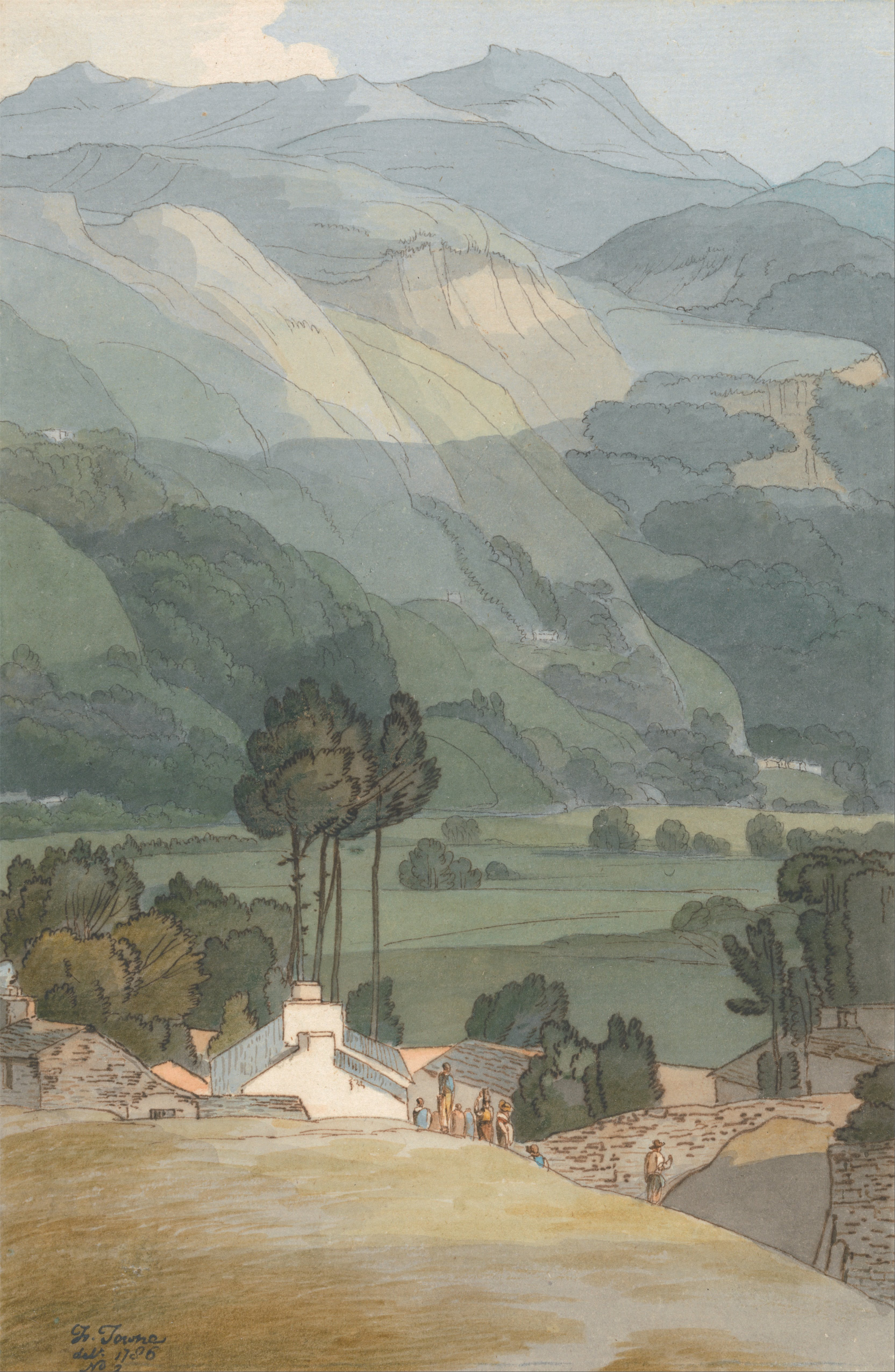